# Алигаторова костенурка
Алигаторовата костенурка (Macrochelys temminckii) е вид влечуго от разред Костенурки. Това е най-голямата сладководна костенурка в Северна Америка. Видовото име temminckii е в чест на холандския зоолог Конрад Якоб Теминк.
Алигаторовата костенурка се характеризира с голяма, тежка глава и масивна опашка. Карапаксът притежава три реда гребенести рогови щитчета, придаващи зловещ вид. Тези гребенести образувания са отличителна черта от сходния вид от същото семейство – каймановата костенурка, чийто карапакс е гладък.
Окраската е сива, кафява, черна или маслиненозелена. Около очите може да се забележат лъчеобразни жълтеникави петна, придаващи контури на окото и служещи за камуфлаж.
Повърхността на устната кухина е също с характерен камуфлаж. Върхът на езика притежава червеообразен израстък, служещ за примамване на малки рибки.
Челюстите на алигаторовата костенурка са изключително мощни и могат да нанесат сериозни увреждания на евентуален нападател.

## Размери
Карапаксът може да достигне до 80 cm, а теглото на подобен екземпляр е около 80 kg. Мъжките екземпляри обикновено са по-големи от женските. Неподтвърден рекорд в теглото е 180 kg при екземпляр, хванат в река Неосо, Канзас през 1937 г., но най-големият документиран екземпляр е този на зоологическата градина в Чикаго, Илиноис.

## Разпространение
САЩ (долината на Мисисипи, Канзас, Югоизточна Айова, Илиноис, Западно Тенеси, Западно Кентъки, Мисури, Оклахома, Източен Тексас, Арканзас, Луизиана, Мисисипи, Алабама, Югозападна Джорджия, Северна Флорида).

## Местообитание
Подобно на каймановата костенурка, алигаторовата живее педимно във водна среда, като бавно течащи потоци, езера и блата. Единствено по време на яйцеотлагането женските се отдалечават в сухи места, далеч от водоизточници. Алигаторовата костенурка е способна да издържи около час под вода, без да излиза на повърхността.

## Поведение
Алигаторовата костенурка ловува, като стои неподвижно заровена в тинята с широко отворена уста. Червеообразният език имитира движението на червей и примамва риба към устата на животното. Костенурката е способна светкавично да затвори устата си, хващайки по този начин своята плячка.

## Начин на хранене
Алигаторовата костенурка по предпочитание е хищник, но може да бъде и мършоядна. Поглъща всичко, което може да улови. Естествената и храна се състои предимно от риба, безгръбначни, земноводни и мърша, но се знае, че яде и змии, водна растителност и дори други костенурки.
В терариумни условия може да се храни с почти всякакъв вид месо, включително гризачи, телешко, пилешко и свинско.

## Репродуктивни особености
Алигаторовата костенурка достига полова зрялост на около 12 години. Чифтосването става ежегодно през ранна пролет в южната част на ареала или късна пролет в северната част. Женската прави дупка, където отлага от 9 до 52 яйца, около два месеца след чифтосването. Полът на малките се определя от температурата, при която се инкубират яйцата. Високата температура продуцира предимно женски, а ниската предимно мъжки екземпляри. Яйцата се отллагат на сухи места, далеч от възможни източници на наводнение. Развитието на зародиша в тях продължава от 100 до 140 дни, при което малките се излюпват през есента.
Продължителността на живот не е установена, но се предполага, че алигаторовата костенурка може да доживее, до около 100 години. В плен животът на алигаторовата костенурка е обикновено между 20 и 70 години.

## Генетични характеристики
Кариотип: 2n = 52 (24 макрохромозоми и 28 микрохромозоми)